# Kościół św. Anny w Nowym Lubielu
Kościół pw. Świętej Anny – rzymskokatolicki kościół wybudowany został w 1890 roku jako kościół parafii św. Stanisława BM na terenie wsi Nowy Lubiel. Świątynia jest jednym z pięciu na terenie Mazowsza zachowanych kościołów transeptowych. Prezbiterium tego kościoła leży po stronie zachodniej budynku, odwrotnie niż w przypadku większości innych kościołów.

## Historia

### Poprzednie świątynie w tym miejscu
- 1547 r. – 24 maja król Zygmunt I Stary wydał przywilej na budowę kościoła parafialnego, fundatorką była Anna Nowodworska
- 1547 r. – 9 września parafię w Lubielu, pw. św. Stanisława biskupa, erygował biskup płocki Andrzej Noskowski
- po 1547 r. – budowa pierwszej, drewnianej świątyni
- 1775 r. – 17 lipca pożar kościoła
- 1776-1777 – budowa nowego kościoła

#### Obecny budynek kościoła
- 1890 r. – budowa obecnej świątyni
- 1996 r. – remont świątyni i dzwonnicy rozpoczął ks. Kazimierz Fudała, w kolejnych latach był kontynuowany pod kierunkiem ks. Wojciecha Goryszewskiego[1].

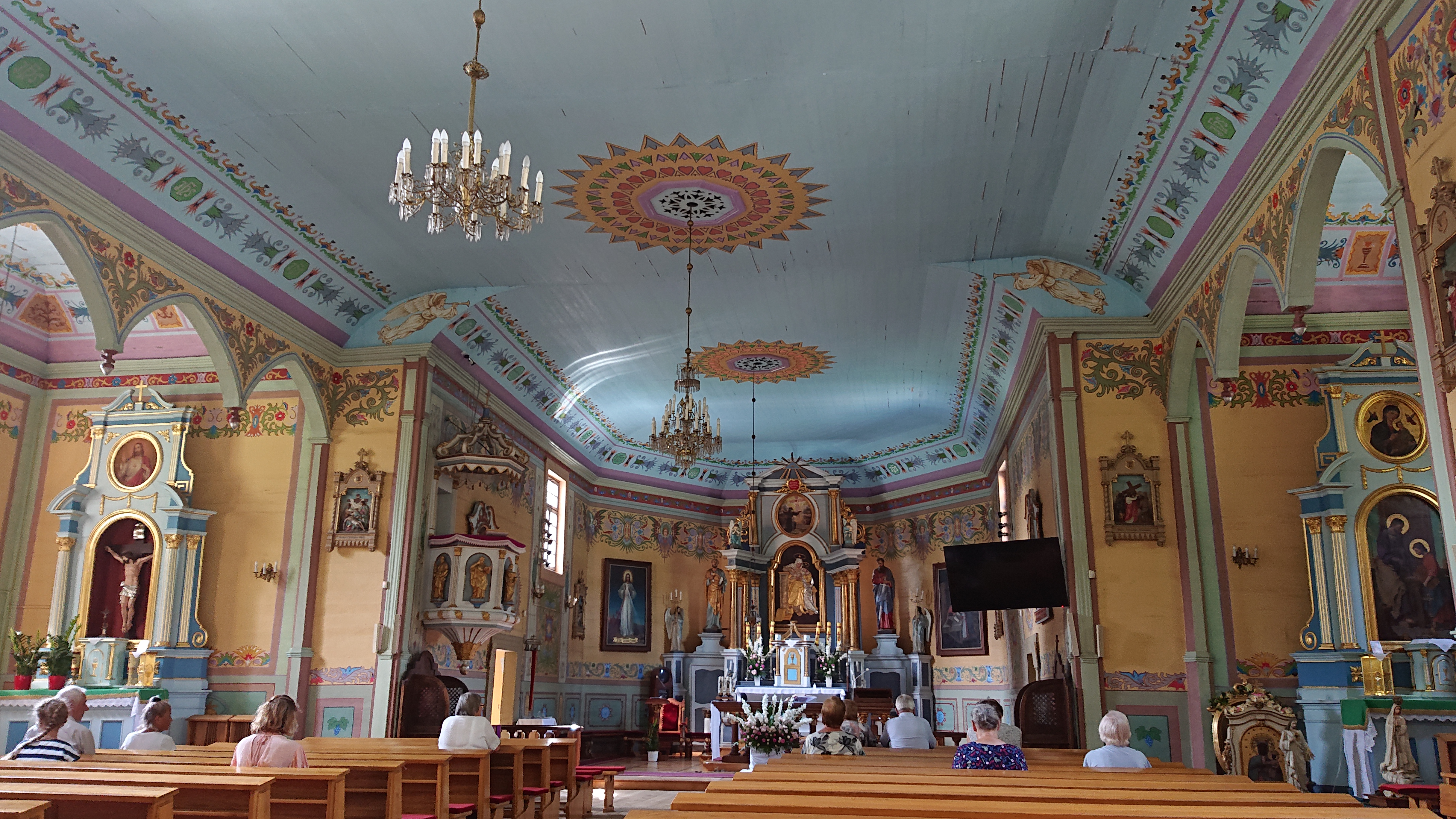
Wnętrze kościoła

#### Zabytki wewnątrz obiektu
- Chrzcielnica drewniana (XVII/XVIII w.)
- Prospekt organowy, rokokowy, z (2 poł. XVIII w.)
- Ołtarz główny, dwa ołtarze boczne, ambona, neobarokowe, (koniec XIX w.)

### Otoczenie kościoła
Na terenie przykościelnym znajdują się dwa zabytki zarejestrowane pod tym samym co kościół numerem A-608. To drewniana dzwonnica, pochodząca z końca XIX w. oraz drewniany budynek dawnej plebanii. Położony na zachód od kościoła cmentarz rzymskokatolicki został wpisany do rejestru zabytków pod numerem A-563.

### Położenie na szlakach turystycznych
Obiekt znajduje się na Pętli Ostrołęckiej szlaku Drewniane Skarby Mazowsza. Przed kościołem znajduje się tablica informacyjna, część infrastruktury szlaku.